# Dasyatis colarensis
Dasyatis colarensis  (лат.) — вид рода хвостоколов из семейства хвостоко́ловых отряда хвостоколообразных надотряда скатов. Эти рыбы обитают в тропических водах юго-западной и западной части Атлантического океана. Максимальная зарегистрированная длина 207 см, а ширина диска 165 см. Грудные плавники этих скатов срастаются с головой, образуя ромбовидный диск. Рыло вытянутое и заострённое. Хвост длиннее диска. Окраска дорсальной поверхности диска ровного коричневато-серого цвета. Подобно прочим хвостоколообразным Dasyatis colarensis размножаются яйцеживорождением. Эмбрионы развиваются в утробе матери, питаясь желтком и гистотрофом. В помёте до 4 новорожденных. Являются объектом целевого промысла и попадаются в качестве прилова. 

## Таксономия и филогенез
Впервые Dasyatis colarensis был научно описан в 2004 году. Голотип представлял собой взрослого самца длиной 207 см, с диском шириной 63 см, пойманного у берегов Колариса (00°54′39″ ю. ш. 48°17′21″ з. д.), Бразилия, на глубине около 6 м при температуре воды 28,6 °С и солёности 4 ‰.  Паратипы: 2 неполовозрелых самца длиной 126 см и 181 см, с диском шириной 53 см и 33 см, пойманные там же. Вид назван по географическому месту обнаружения паратипа. Dasyatis colarensis ранее путали с Dasyatis guttata, от которых они отличаются длиной рыла и формой брюшных плавников.

## Ареал и места обитания
Dasyatis colarensis обитают в юго-западной и западной частях Атлантического океана у северного побережья Бразилии. На условия среды обитания этих скатов, в том числе на солёность воды, существенное влияние оказывают воды эстуария Амазонки. Подобно большинству хвостоколов они ведут донный образ жизни. Встречаются на глубине от 6 м. Совершают сезонные миграции: в засушливый сезон приплывают в мелкие бухты, а в сезон дождей уходят в открытое море.

## Описание
Грудные плавники этих скатов срастаются с головой, образуя ромбовидный плоский диск, ширина которого примерно равна длине. Рыло вытянутое и заострённое. У самцов оно длиннее, чем у самок. Расстояние от кончика рыла до глаз составляет 35,7—37,7 % ширины диска. Позади мелких глаз имеются крупные брызгальца. На вентральной поверхности диска расположены 5 жаберных щелей, рот и ноздри. Между ноздрями пролегает лоскут кожи с бахромчатым нижним краем и закруглёнными углами. Нижняя губа изогнута в виде дуги и окантована тёмной полосой. Зубы выстроены в шахматном порядке и образуют плоскую поверхность. У самцов имеются 43—45 верхних и 45—60 нижних зубных рядов, у самок число зубных рядов составляет 66—77 и 75—77 соответственно. В отличие от самок зубы самцов заострены. На дне ротовой полости расположены 3—5 выростов, иногда с раздвоенными кончиками. Кончики треугольных брюшных плавников заострены и выступают за края диска. Кнутовидный хвост более чем в 2 раза длиннее диска. Как и у других хвостоколов на дорсальной поверхности в центральной части хвостового стебля расположен зазубренный шип, соединённый протоками с ядовитой железой. Периодически шип обламывается и на его месте вырастает новый. Позади шипа на вентральной поверхности хвостового стебля имеется складка кожи. Дорсальная складка кожи у голотипа отсутствовала, а у 2 паратипов была рудиментарной. 
Вдоль позвоночника от основания хвоста до области между глаз пролегает ряд из мелких и плоских бугорков, которые к кончику рыла становятся всё тоньше. у самок бугорками покрыта также вентральная поверхность диска. Окраска дорсальной поверхности диска ровно светло-коричневого цвета, к хвосту и птеригоподиям оттенок становится темнее. Брюшные плавники имеют светлую окантовку. Максимальная зарегистрированная длина и ширина диска самцов составляет 207 см и 63 см, а самок 261 см и 91 см соответственно. 

## Биология
Подобно прочим хвостоколообразным Dasyatis colarensis  относится к яйцеживородящим рыбам. Эмбрионы развиваются в утробе матери, питаясь желтком и гистотрофом. В помёте 1—4 новорожденных. Вероятно, самки приносят потомство ежегодно. 

## Взаимодействие с человеком
Dasyatis colarensis являются объектом целевого лова. Попадаются в качестве прилова при коммерческом промысле Ограниченный ареал и медленный репродуктивный цикл делают их чувствительными к перелову. Международный союз охраны природы присвоил этому виду статус сохранности «Уязвимый». 